# 1907 en combiné nordique
| Années du combiné nordique : 1904 - 1905 - 1906 - 1907 - 1908 - 1909 - 1910    |
| Décennies du combiné nordique : 1870 - 1880 - 1890 - 1900 - 1910 - 1920 - 1930 |

Cette page reprend les résultats de combiné nordique de l'année 1907.

## Festival de ski d'Holmenkollen
L'édition 1907 du festival de ski d'Holmenkollen fut remportée par le norvégien Øistein Midthus devant ses compatriotes Per Bakken, deuxième de l'épreuve les deux années précédentes, et Per Simonsen.

## Championnats nationaux

### Championnat d'Allemagne
Le champion d'Allemagne fut Johann Hollmann.

### Championnat de France
Le championnat de France de combiné fut créé en 1907. Il eut lieu à Montgenèvre du 9 au 12 février, lors de la première édition de la semaine internationale des sports d'hiver. Le champion fut le lieutenant Alloix, suivi par le lieutenant Deville et le lieutenant Dobromez.

### Championnat de Suisse
La troisième édition du Championnat de Suisse de ski a lieu à Davos.
Comme l'année précédente, le titre revint à Eduard Capiti, de Saint-Moritz.